# 후세인 빈 압둘라

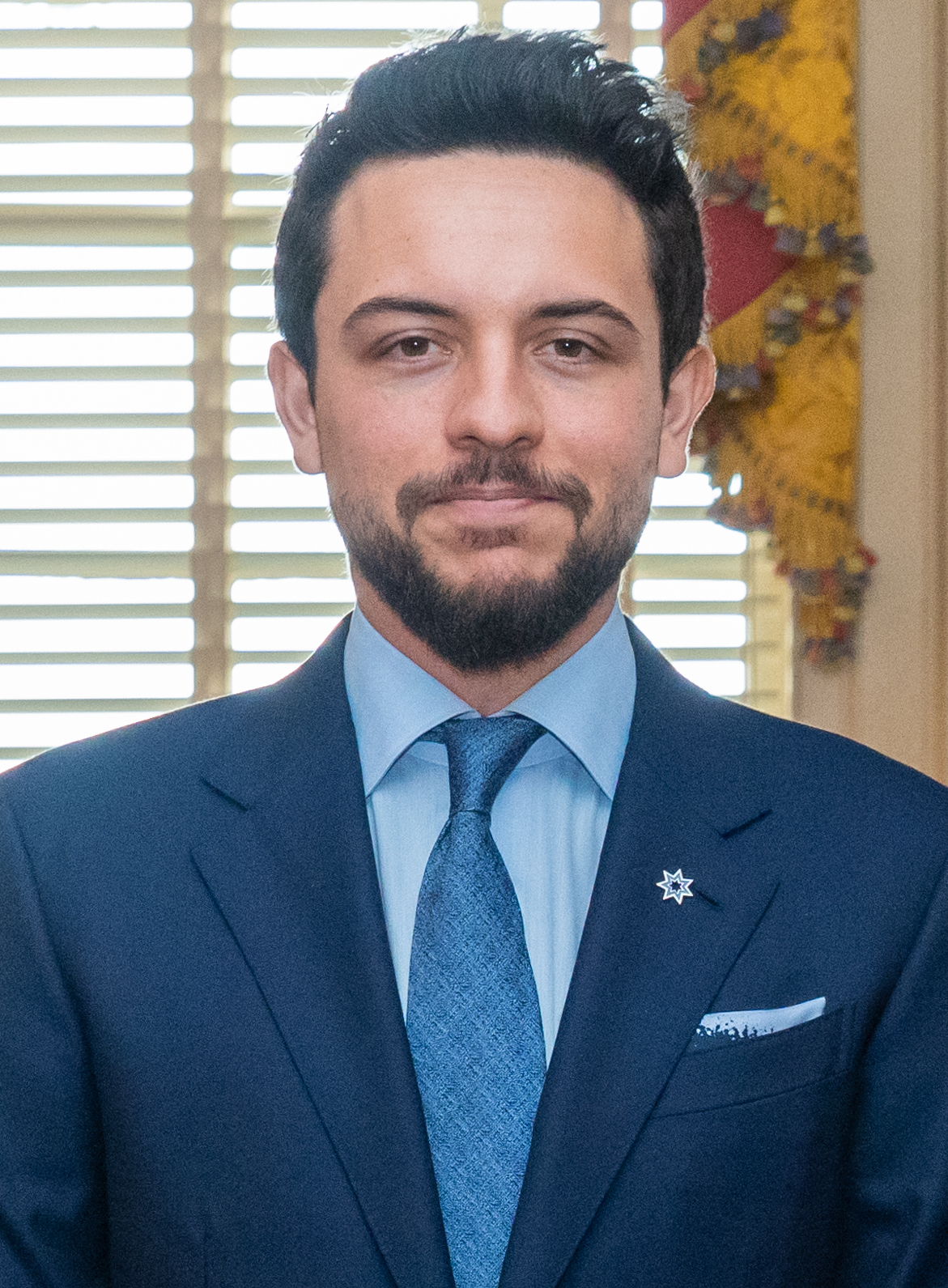
2021년 모습

후세인 빈 압둘라(Hussein, Crown Prince of Jordan, 아랍어: الحسين بن عبد الله, Al-Ḥusayn ibn ʿAbd Allāh, 1994년 6월 28일 ~ )는 요르단 왕세자이며 압둘라 2세 국왕과 요르단 왕비 라니아의 장남이다. 1921년부터 요르단 왕실을 이어오고 있는 하시미트 왕조의 일원으로 이슬람 선지자 무함마드의 42대 직계 후손으로 꼽힌다.
후세인은 요르단 군대의 대위이며 요르단에서 교육을 시작했으며 2016년에 조지타운 대학교에서 국제사 학위를 취득했다. 후세인은 2012년 성년이 된 이후 여러 차례 섭정을 역임했으며 아버지와 함께 국내외를 여러 차례 방문했다.
후세인은 기술 대학과 다양한 과학 및 인도주의적 계획을 담당하는 왕세자 재단(Crown Prince Foundation)의 책임자이다. 2015년, 후세인은 20세의 나이로 유엔 안전 보장 이사회 회의의 최연소 의장이 되었다. 그는 2017년 샌드허스트를 졸업한 뒤 그해 9월 UN 총회에서 연설하며 글로벌 데뷔를 했다.

## 같이 보기
- 하심가
- 후세인 1세